# Thunderthighs
Thunderthighs (auch bekannt als „Thunder Thighs“) waren eine britische Background-Gesangsgruppe, bestehend aus Karen Friedman, Dari Lalou und Casey Synge. Sie singen Künstler wie Lou Reed, Mott the Hoople sowie Elkie Brooks und Maggie Bell.

## Geschichte
Nachdem sie an Chart-Hits beteiligt waren, insbesondere „Walk on the Wild Side“ von Lou Reed und „Roll Away the Stone“ von Mott The Hoople, veröffentlichten sie 1974 ihre eigene Hit-Single „Central Park Arrest“. Das Lied wurde von Lynsey de Paul geschrieben (die bei der Aufnahme auch Klavier spielte) und von Steve Rowland produziert. Reinhard Bock drehte einen Werbefilm, in dem Friedman, Lalou und Synge für den Song die Rockfield Studios im Wye Valley, etwas außerhalb des Dorfes Rockfield, Monmouthshire, Wales, besuchten.
Trotz eines vorübergehenden Verbots durch die BBC erreichte es 1974 Platz 30 der britischen Single-Charts. Es erreichte außerdem Platz 3 der Radio Northsea Toppers 20, Platz 5 der schwedischen Poporama Single-Charts, Platz 24 der Londoner Capital Radio-Charts und Platz 25 der Top 30 von RTL (Frankreich). Die Single erhielt großen Beifall der Kritiker und wurde im „New Musical Express“ (NME) als eine der besten Singles, die 1974 veröffentlicht wurden, in der „End of Year Listing“ aufgeführt. De Paul nahm ihre eigene Version des Liedes auf, die später im Jahr als B-Seite ihrer Hitsingle „No, Honestly“ veröffentlicht wurde.
Die Originalversion erschien erstmals auf CD auf der deutschen CD-Sammlung "World Hits 1974" sowie "Hard Rock Rock Collection – Tower Of Strength" (Spectrum Music Label) im Jahr 1994.
Thunderthighs veröffentlichte drei weitere Singles, ebenfalls produziert von Steve Rowland, darunter „Dracula’s Daughter“ (1974) sowie „Stand Up and Cheer“ (1975) und „Loving You Ain’t Easy“, (1981) letzteres geschrieben von Dari Lallou als "Dari Lallou Wynne".